# Второй кабинет Дональда Трампа
Второй кабинет Дональда Трампа — администрация 47-го президента США Дональда Трампа, которая возглавляет исполнительную власть Соединённых Штатов Америки во время его второго президентства с 20 января 2025 года.

## Избрание Дональда Трампа

### Ход предвыборной кампании
На республиканских праймериз 2024 года Трамп заручился поддержкой 2268 из 2377 делегатов и был утвержден кандидатом в президенты от Республиканской партии на съезде партии 18 июля 2024 года.

### Выборы
На президентских выборах 2024 года Трамп заручился поддержкой 312 из 538 голосов коллегии выборщиков при необходимом минимуме в 270 голосов, что обеспечило его возвращение к власти 20 января 2025 года.

## Формирование кабинета
7 ноября 2024 года, через 2 дня после выборов, Трамп анонсировал, что пост главы аппарата Белого Дома займет Сьюзи Уайлс, которая станет первой женщиной на этой должности.

## Состав кабинета
| Второй кабинет Дональда Трампа | Второй кабинет Дональда Трампа                                                      | Второй кабинет Дональда Трампа | Второй кабинет Дональда Трампа                                              |
| --- | ----------------------------------------------------------------------------------- | --- | --------------------------------------------------------------------------- |
| Кандидатура, утверждённая Сенатом США Кандидатура, не требующая утверждения Сената Кандидатура, пока не утверждённая Сенатом Кандидатура, отклонённая Сенатом США, его комитетом, либо отозвана Кандидатура ожидает утверждения Лицо, временно исполняющее обязанности, но официально не предложенное Сенату США на утверждение |                                                                                     | |                                                                             |
| Должность Анонсирован / утверждён / вступил в должность | Кандидатура                                                                         | Должность Анонсирован / утверждён / вступил в должность                                                                                   | Кандидатура                                                                 |
| Вице-президент Анонсирован 15 июля 2024 Избран 5 ноября 2024 Вступил в должность 20 января 2025 | Сенатор от Огайо Джей Ди Вэнс                                                       | Государственный секретарь Анонсирован 13 ноября 2024 Утверждён 20 января 2025 Вступил в должность 21 января 2025                          | Сенатор от Флориды Марко Рубио                                              |
| Министр финансов Анонсирован 22 ноября 2024 Утверждён 27 января 2025 Вступил в должность 28 января 2025 | Бизнесмен Скотт Бессант                                                             | Министр обороны Анонсирован 12 ноября 2024 Утверждён 24 января 2025 Вступил в должность 25 января 2025                                    | Телеведущий и ветеран армии Пит Хегсет                                      |
| Генеральный прокурор США Анонсирована 21 ноября 2024 Утверждёна 4 февраля 2025 Вступила в должность 4 февраля 2025 | Бывший генеральный прокурор Флориды Пэм Бонди                                       | Министр внутренних дел Анонсирован 14 ноября 2024 Утверждён 30 января 2025 Вступил в должность 31 января 2025                             | Губернатор Северной Дакоты Дуг Бёргам                                       |
| Министр сельского хозяйства Анонсирована 23 ноября 2024 Утверждён 13 февраля 2025 Вступил в должность 14 февраля 2025 | Бывшая исполняющая обязанности директора Совета по внутренней политике Брук Роллинз | Министр торговли Анонсирован 19 ноября 2024 Утверждён 18 февраля 2025 Вступил в должность 19 февраля 2025                                 | Генеральный директор Cantor Fitzgerald, L.P. Говард Лютник                  |
| Министр труда Анонсирована 22 ноября 2024 Утверждён 10 марта 2025 Вступил в должность 10 марта 2025 | Член Палаты представителей от Орегона Лори Чавес-Деремер                            | Министр здравоохранения и социальных служб Анонсирован 14 ноября 2024 Утверждён 13 февраля 2025 Вступил в должность 14 февраля 2025       | Юрист и активист Роберт Кеннеди-младший                                     |
| Министр жилищного строительства и городского развития Анонсирован 22 ноября 2024 Утверждён 5 февраля 2025 Вступил в должность 5 февраля 2025 | Бывший член Палаты представителей Техаса Скотт Тёрнер                               | Министр транспорта Анонсирован 18 ноября 2024 Утверждён 28 января 2025 Вступил в должность 28 января 2025                                 | Бывший член Палаты представителей от Висконсина Шон Даффи                   |
| Министр энергетики Анонсирован 16 ноября 2024 Утверждён 3 февраля 2025 Вступил в должность 4 февраля 2025 | Генеральный директор Liberty Energy Крис Райт                                       | Министр образования Анонсирована 19 ноября 2024 Утверждён 3 марта 2025 Вступил в должность 3 марта 2025                                   | Бывший администратор Управления по делам малого бизнеса США Линда Макмэн    |
| Министр по делам ветеранов Анонсирован 14 ноября 2024 Утверждён 4 февраля 2025 Вступил в должность 4 февраля 2025 | Бывший член Палаты представителей от Джорджии Дуг Коллинз                           | Министр внутренней безопасности Анонсирована 12 ноября 2024 Утверждена 25 января 2025 Вступила в должность 25 января 2025                 | Губернатор Южной Дакоты Кристи Ноэм                                         |
| Должностные лица в ранге членов Кабинета, не входящие в Кабинет |                                                                                     | |                                                                             |
| Должность Анонсирован / утверждён / вступил в должность | Кандидатура                                                                         | Должность Анонсирован / утверждён / вступил в должность                                                                                   | Кандидатура                                                                 |
| Глава аппарата Белого дома Анонсирована 7 ноября 2024 Вступила в должность 20 января 2025 | Политический консультант Сьюзи Уайлс                                                | Торговый представитель США Анонсирован 26 ноября 2024 Утверждён 26 февраля 2025 Вступил в должность 26 февраля 2025                       | Бывший руководитель аппарата Торгового представительства США Джеймисон Грир |
| Директор Национальной разведки Анонсирована 13 ноября 2024 Утверждёна 12 февраля 2025 Вступила в должность 13 февраля 2025 | Бывший член Палаты представителей от Гавайев Талси Габбард                          | Директор ЦРУ Анонсирован 12 ноября 2024 Утверждён 23 января 2025 Вступил в должность 23 января 2025                                       | Бывший директор Национальной разведки Джон Рэтклифф                         |
| Директор Административно-бюджетного управления Анонсирован 22 ноября 2024 Утверждён 6 февраля 2025 Вступил в должность 7 февраля 2025 | Бывший директор Административно-бюджетного управления Рассел Воут                   | Администратор Агентства по охране окружающей среды Анонсирован 11 ноября 2024 Утверждён 29 января 2025 Вступил в должность 30 января 2025 | Бывший член Палаты представителей от Нью-Йорка Ли Зелдин                    |
| Администратор Управления по делам малого бизнеса США Анонсирована 4 декабря 2024 Утверждён 19 февраля 2025 Вступил в должность 20 февраля 2025 | Бывший сенатор от Джорджии Келли Леффлер                                            | Постоянный представитель США при ООН Анонсирован 1 мая 2025                                                                               | Бывший советник президента США по национальной безопасности Майкл Уолтц     |
| Другие важные назначения |                                                                                     | |                                                                             |
| Должность Анонсирован / вступил в должность | Кандидатура                                                                         | Должность Анонсирован / вступил в должность                                                                                               | Кандидатура                                                                 |
| — Советник президента США по национальной безопасности Анонсирован 14 ноября 2024 Вступил в должность 20 января 2025 Покинул должность 1 мая 2025 | Советник Президента Майкл Уолтц                                                     | — Помощник президента США по борьбе с терроризмом Анонсирован 14 ноября 2024 Вступил в должность 20 января 2025                           | Советник президента США по внутренней безопасности Стивен Миллер            |
| — Директор Федерального бюро расследований Анонсирован 30 ноября 2024 Утверждён 20 февраля 2025 Вступил в должность 21 февраля 2025 | Бывший начальник штаба министра обороны США Каш Патель                              | — Руководитель департамента эффективности Советник президента США Анонсирована 29 мая 2025 Вступила в должность 29 мая 2025               | Чиновник администрации президента Эми Глисон                                |
| — Пресс-секретарь Белого дома Анонсирована 15 ноября 2024 Вступила в должность 20 января 2025 | Спичрайтер Дональда Трампа Кэролайн Ливитт                                          | — Директор по связям со СМИ Анонсирован 15 ноября 2024 Вступил в должность 20 января 2025                                                 | Пресс-секретарь UFC Стивен Чанг                                             |